# Kai Kruse
Kai-Kristian Kruse (* 19. August 1991 in Hamburg) ist ein ehemaliger deutscher Paracyclist und Ruderer. 

## Sportliche Laufbahn
Im Alter von drei Jahren stieß Kai Kruse beim Laufen in der Halle mit einem anderen Kind zusammen und erlitt eine schwere Gehirnerschütterung. Dabei wurde der Sehnerv so stark geschädigt, dass Kruse einen Teil seiner Sehkraft verlor.
Kruse begann 2001 mit dem Rudersport und startete für den Ruder-Club Favorite Hammonia aus Hamburg. Mit dem Vereinsachter nahm er unter anderem an der Ruder-Bundesliga teil. Ab 2010 konzentrierte er sich auf das Pararudern, im Folgejahr wurde er bereits das erste Mal für die Weltmeisterschaften als Ersatzmann nominiert. In der paralympischen Saison 2012 rückte er wegen einer Verletzung einer anderen Sportlerin in den deutschen LTA-Mixed-Vierer für die Paralympics in London auf und gewann dort mit Katrin Splitt, Astrid Hengsbach, Tino Kolitscher und Anke Molkenthin die Silbermedaille. Für diesen Erfolg wurde ihm am 7. November 2012 von Bundespräsident Joachim Gauck das Silberne Lorbeerblatt, die höchste sportliche Auszeichnung in Deutschland, überreicht.
Auf Initiative des Deutschen Behindertensportverbandes bereitete sich Kai Kruse ab 2013 gemeinsam mit dem mehrfachen Rad-Weltmeister und Olympiasieger Stefan Nimke  als Pilot auf dem Tandem für das 1000-Meter-Zeitfahren bei den Paralympics 2016 in Rio de Janeiro vor. Bei den UCI-Paracycling-Bahnweltmeisterschaften 2014 belegten beide Rang fünf in dieser Disziplin, 2015 gewann das Duo bei den Weltmeisterschaften in Apeldoorn die Bronzemedaille. Im Jahr darauf, bei den UCI-Paracycling-Bahnweltmeisterschaften 2016 im italienischen Montichiari, erreichten Kruse und Nimke eine neue Bestzeit von 1:02,449 Minuten und belegten Platz vier.
2016 startete Kruse mit Nimke als Pilot bei den Paralympics in Rio de Janeiro. In der Verfolgung belegten sie Rang 13, im Zeitfahren über 1000 Meter errangen sie die Bronzemedaille. Damit ist Nimke der erste deutsche Sportler, dem es gelang, sowohl bei Olympischen als auch bei Paralympischen Spielen Medaillen zu gewinnen.
2019 startete Kruse mit seinem neuen Piloten Robert Förstemann bei den Paracycling-Bahnweltmeisterschaften in Apeldoorn. Bei den UCI-Paracycling-Bahnweltmeisterschaften 2020 im kanadischen Milton errangen die beiden Fahrer im Zeitfahren Bronze.
2021 wurde Kai Kruse mit Förstemann als Pilot für die Teilnahme an den Sommer-Paralympics 2020 in Tokio nominiert. Dort belegten die beiden Fahrer im Zeitfahren Platz vier, wobei sie die Bronzemedaille um 0,082 Sekunden verpassten. Zum Ende des Jahres 2021 beendet er seine Radsportlaufbahn.

## Erfolge

### Radsport (Bahn)
2015
- Weltmeisterschaft – 1000-Meter-Zeitfahren (mit Stefan Nimke)

2016
- Paralympics in Rio de Janeiro – 1000-Meter-Zeitfahren (mit Stefan Nimke)

2020
- Weltmeisterschaft – 1000-Meter-Zeitfahren (mit Robert Förstemann)

### Rudern
2012
- Weltcup in München – LTA-Mixed-Vierer (mit Astrid Hengsbach, Tino Kolitscher, Anke Molkenthin und Stf. Katrin Splitt)
- Paralympics in London – LTA-Mixed-Vierer (mit Astrid Hengsbach, Tino Kolitscher, Anke Molkenthin und Stf. Katrin Splitt)